# جزيرة النخلة في كوينزلاند
جزيرة النخلة هي منطقة محلية في استراليا هي مجموعة جزر تتكون من 16 جزيرة، تمتد بين مقاطعتين , هينشينبروك والسكان الأصليين في جزيرة بالم ، في كوينزلاند. وتتزامن المنطقة مع الكيان الجغرافي المعروف بمجموعة جزر النخيل ، والمعروفة أيضًا بمجموعة النخيل الكبرى ، والتي كانت تسمى في الأصل جزر النخيل .

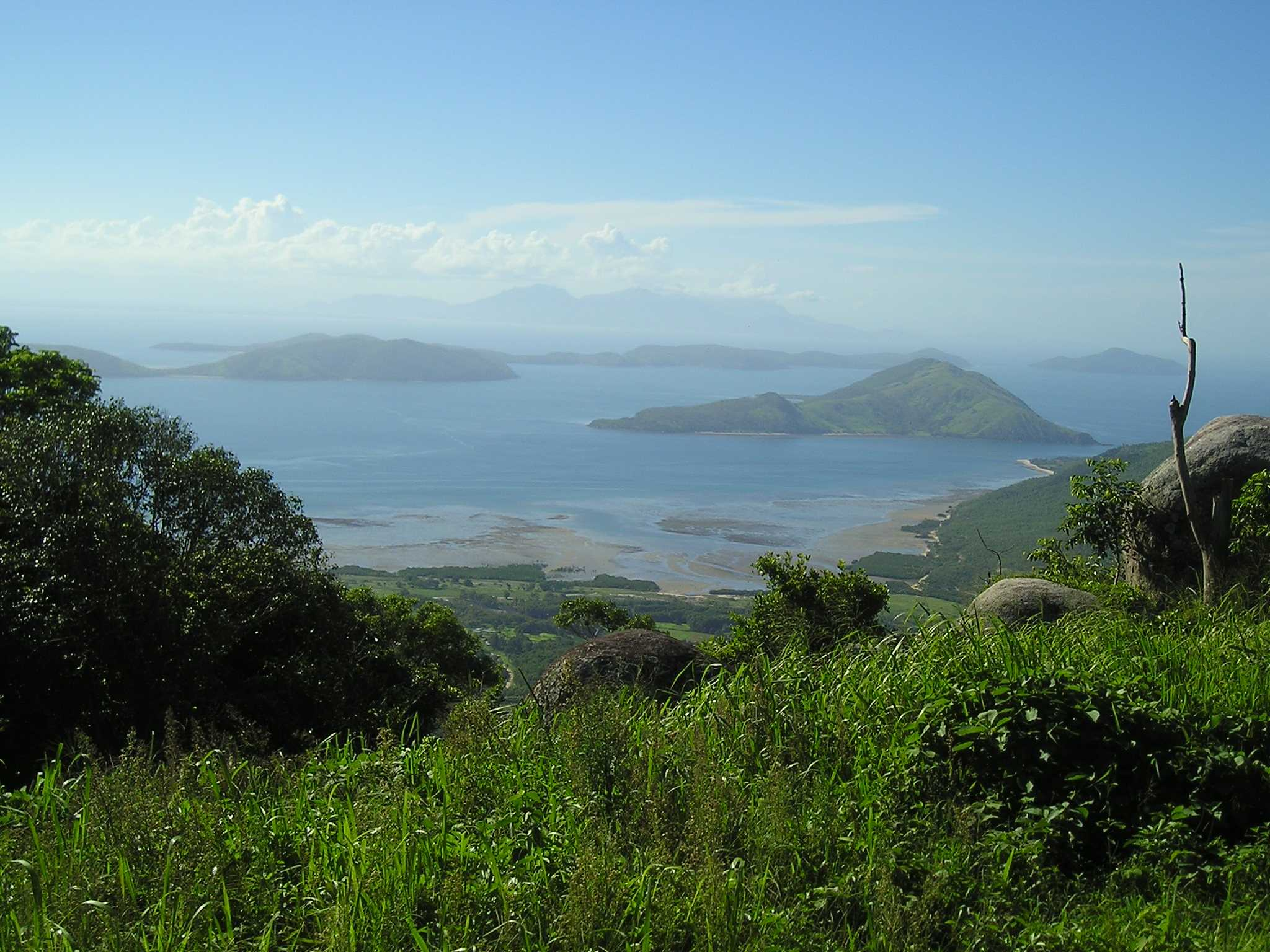
منظر للجزر القريبة من جبل بنتلي، جزيرة النخلة

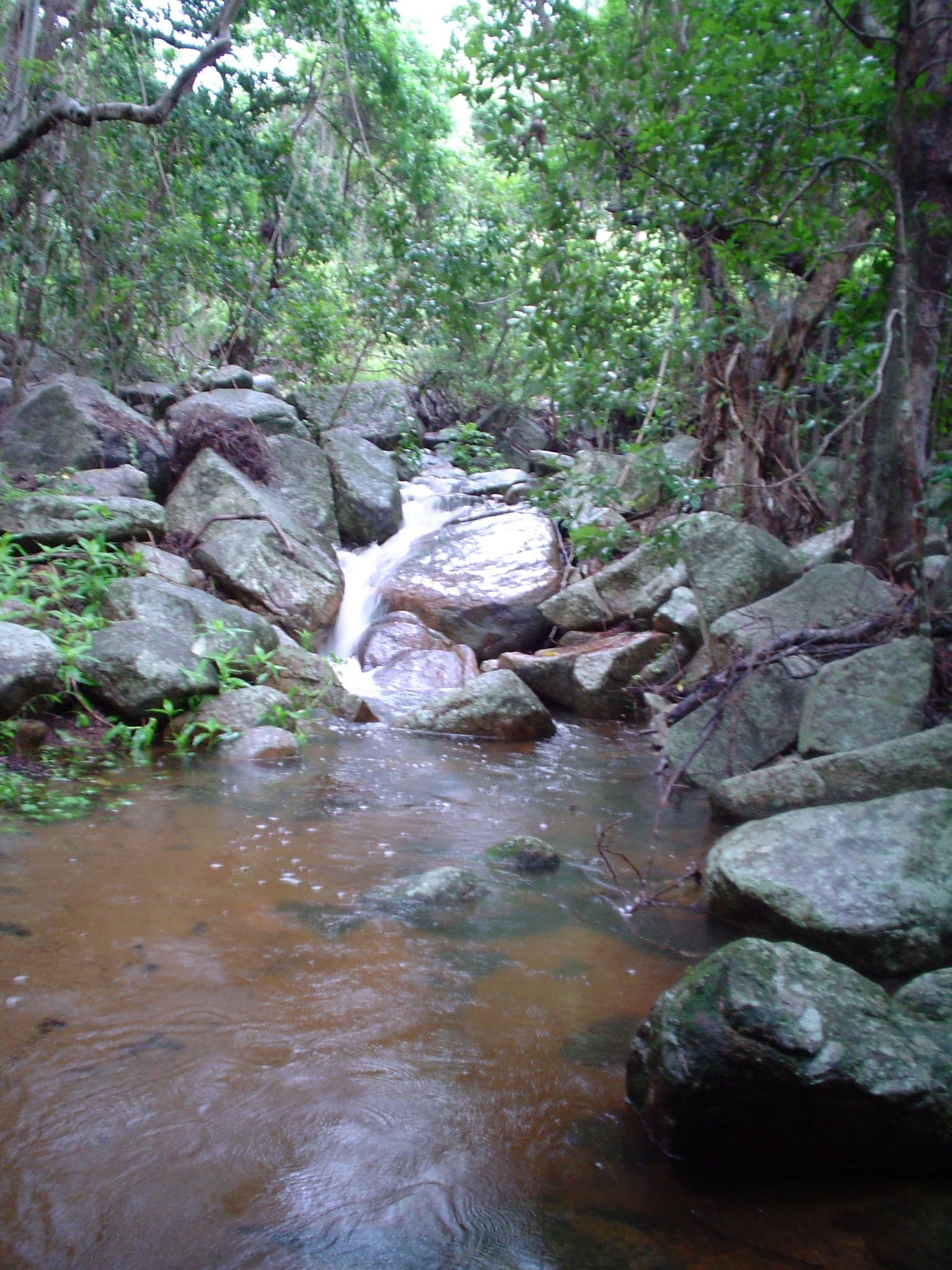
حفرة السباحة في جزيرة النخلة – "وادي النخيل"

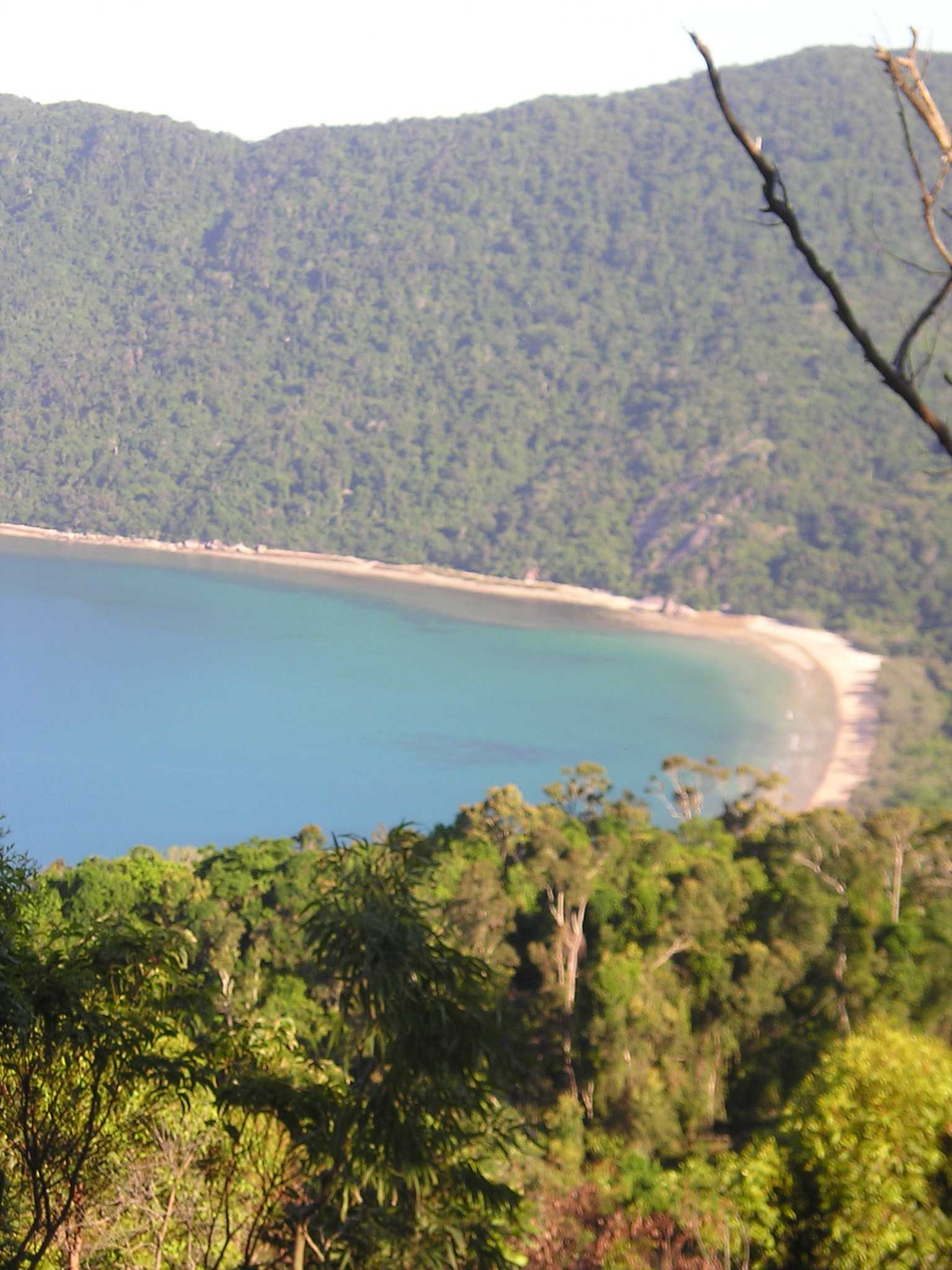
جزيرة النخلة، شمال شرق الخليج

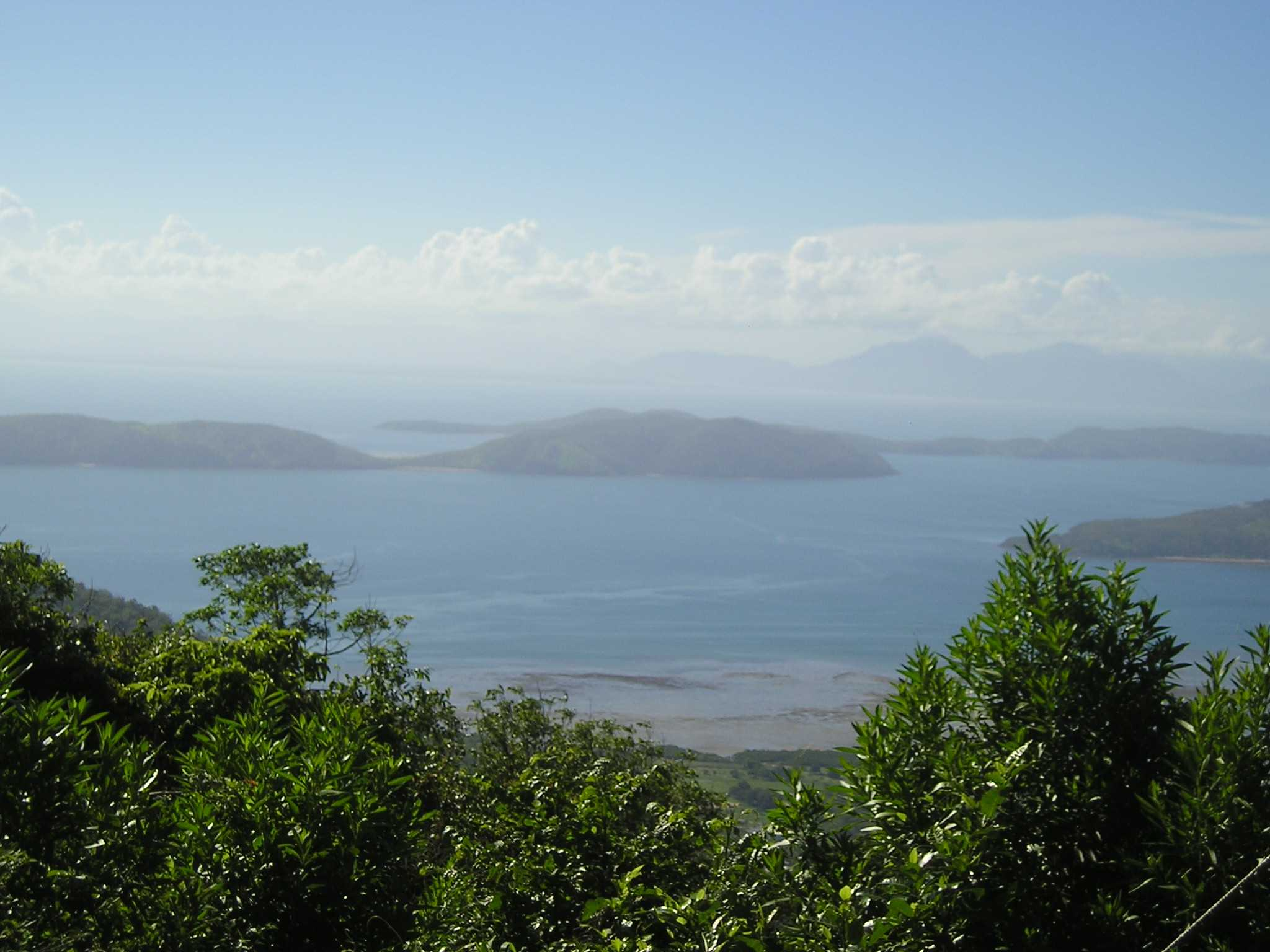
جزيرة فانتوم وجزر أورفيوس كما ترى من جزيرة النخلة

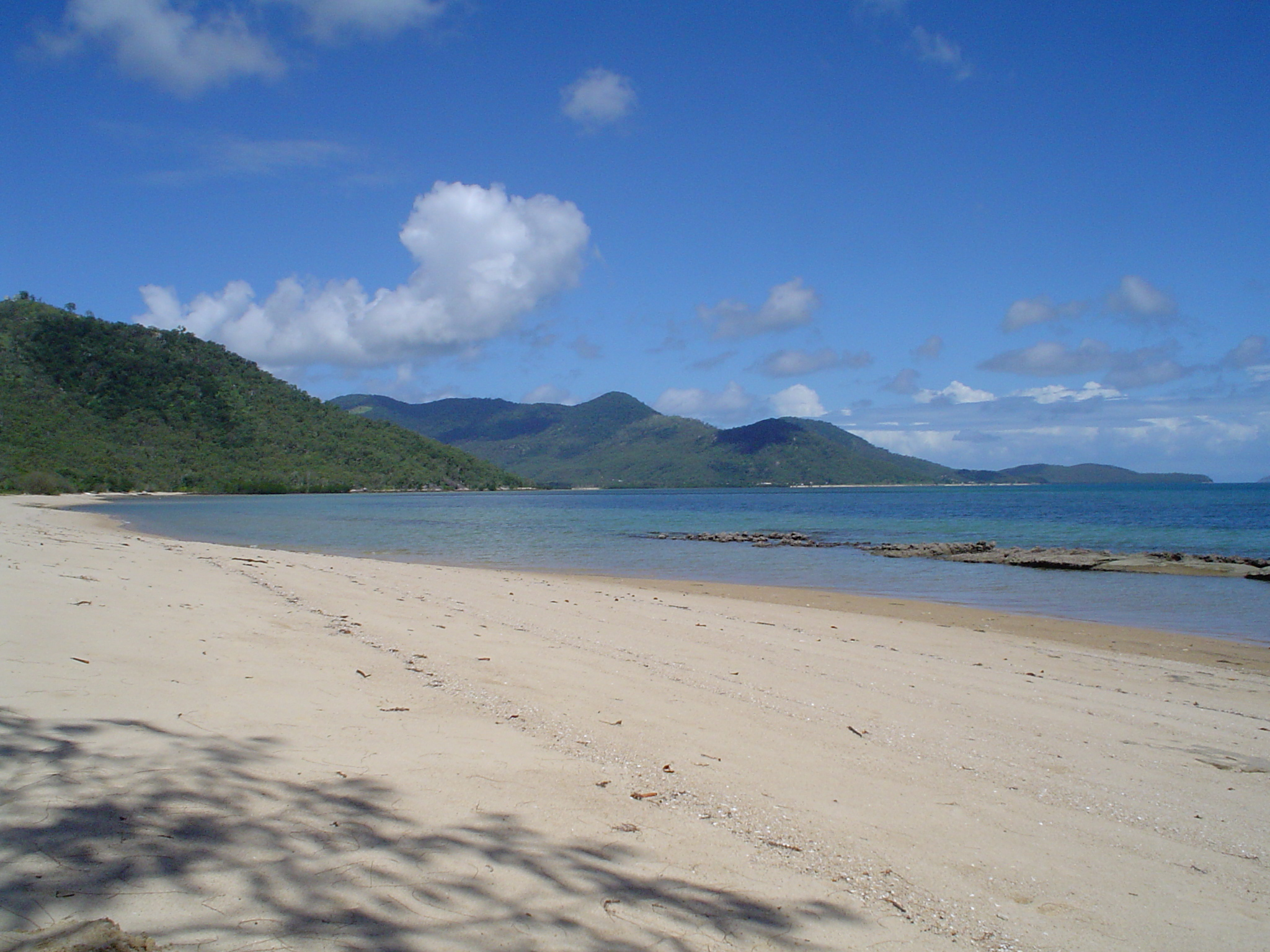
منظر لجزيرة النخلة من Wallaby Point

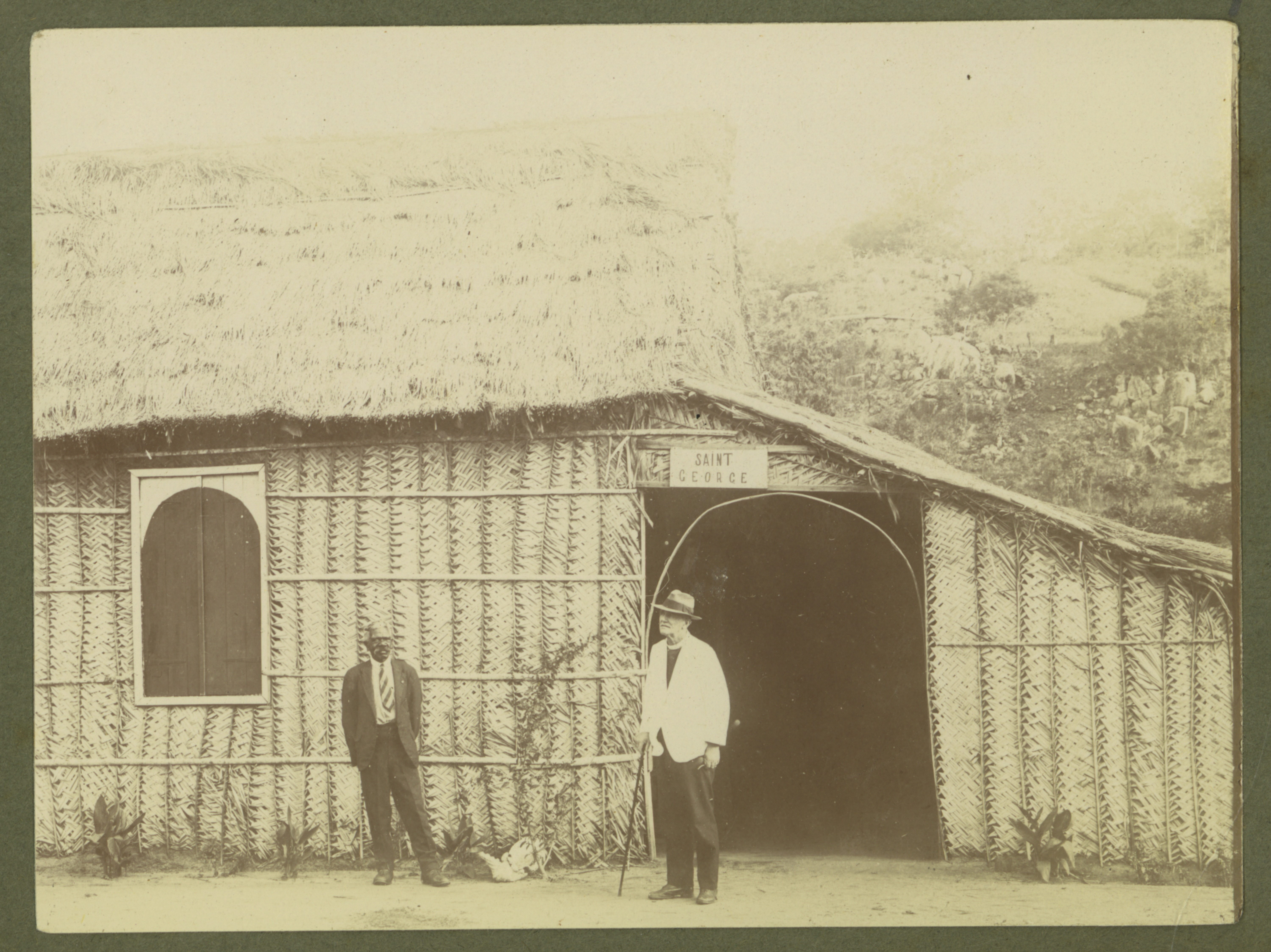
كنيسة القديس جاورجيوس الأولى الأنجليكانية، حوالي عام 1932

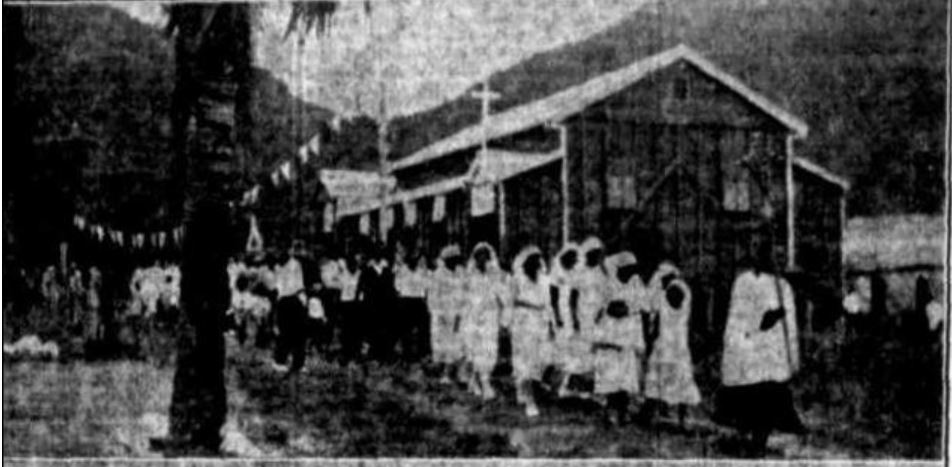
تكريس كنيسة القديس جاورجيوس الأنجليكانية عام 1935

1. ↑   http://quickstats.censusdata.abs.gov.au/census_services/getproduct/census/2016/quickstat/SSC32279. {{استشهاد ويب}}: |url= بحاجة لعنوان (مساعدة) والوسيط |title= غير موجود أو فارغ (من ويكي بيانات) (مساعدة)
2. 1 2 3   http://www.censusdata.abs.gov.au/census_services/getproduct/census/2016/quickstat/SSC32279. {{استشهاد ويب}}: |url= بحاجة لعنوان (مساعدة) والوسيط |title= غير موجود أو فارغ (من ويكي بيانات) (مساعدة)
3. ↑  "Palm Island". QuickStats (بالإنجليزية). Retrieved 2022-06-28.